# El Real de Manzanares
El Real de Manzanares fue la denominación que otorgó Alfonso X el Sabio en el año 1275, al entonces Sexmo de Manzanares un territorio segoviano que ocupaba parte del norte de la actual provincia de Madrid, en lo que era el Reino de Castilla de la península ibérica.

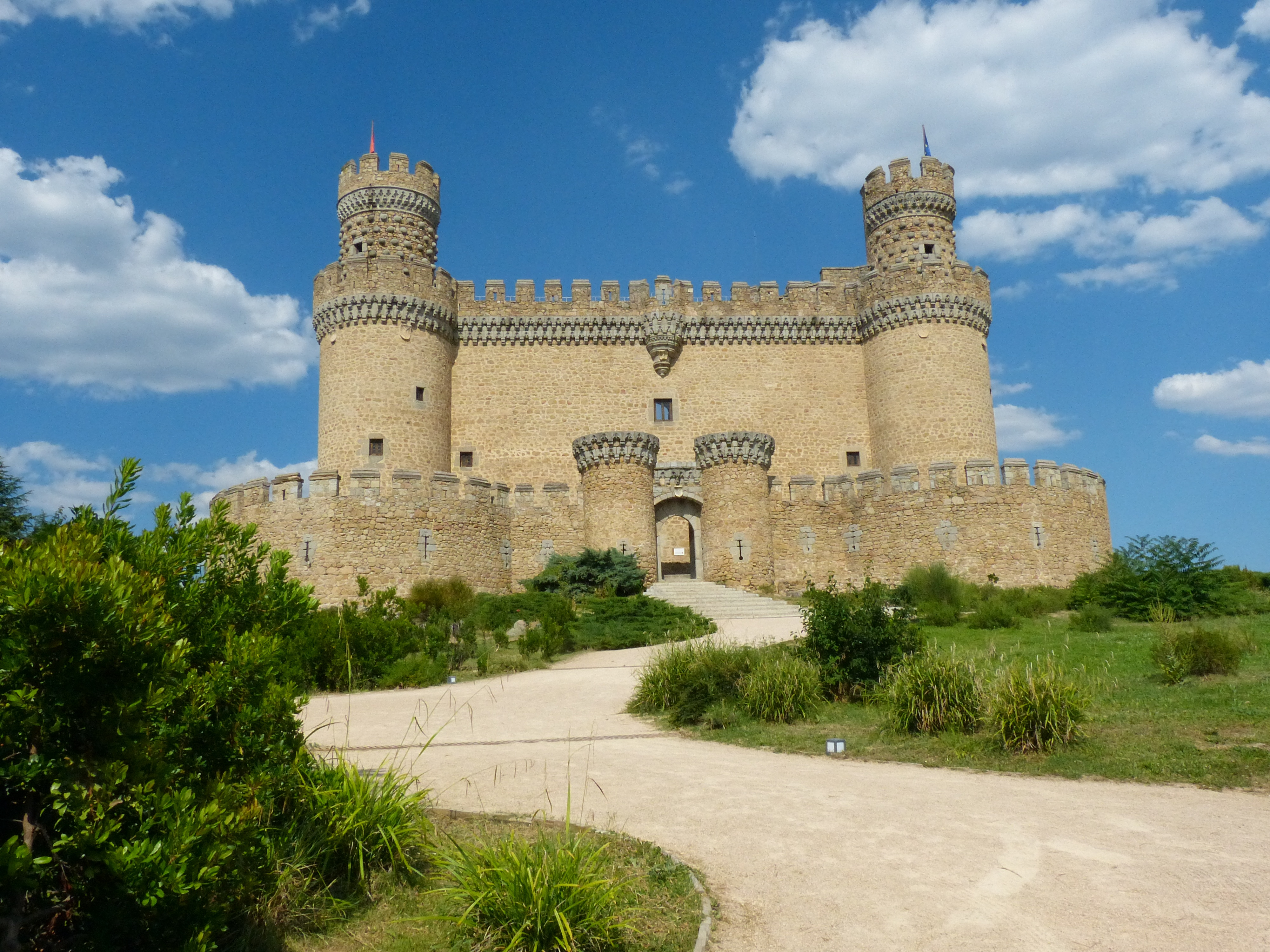
Castillo de los Mendoza, Manzanares el Real

1275.- Privilegio de Don Alfonso X haciendo merced á Madrid, por
 juro de heredad, de sus términos, dividiéndolos del Real de Manzanares.
Documentos del Archivo general de la villa de Madrid, Volumen 1.

## Historia
Tras la Reconquista de Madrid (Magerit), a finales del siglo XI, Alfonso VI creó un alfoz —dada la escasa población de la zona— con límites geográficos poco definidos en torno a Madrid, permaneciendo gran parte la posterior provincia en manos segovianas.
En torno al río Manzanares surge el Sexmo de Manzanares al repoblar la ciudad de Segovia estas tierras vacías durante la reconquista. Cuando la villa de Madrid creció, el sexmo fue objeto de litigio frecuente entre ambos Concejos. Primero Alfonso VIII reconoció las tierras como pertenecientes a Segovia, después Fernando III quiso frenar las disputas creando un territorio de uso mutuo: el Real del Manzanares, el conflicto continuó y Alfonso X, se lo reservó para sí, incorporando dichos lugares a la Corona.
Desde entonces se denominó «el Real de Manzanares», asociado a la cuenca alta del río Manzanares, a este amplio territorio que incluía poblaciones tan emblemáticas como Colmenar Viejo (que por entonces incluía el actual municipio de Tres Cantos), Chozas de la Sierra (actual Soto del Real), Manzanares el Real, Hoyo de Manzanares, Porquerizas (actual Miraflores de la Sierra), Navacerrada, Guadalix de la Sierra, Moralzarzal, Cerceda, El Boalo, Cercedilla, Mataelpino, Collado Mediano, Collado Villalba, Alpedrete, Becerril de la Sierra, Galapagar (con la entonces aldea y ahora municipio de Villanueva del Pardillo), Colmenarejo, Guadarrama, Los Molinos y Navalquejigo.
En 1287, Sancho IV devolvió la zona a Segovia pero quedó tras su muerte usurpado por diversos magnates hasta que en 1312 Fernando IV, se lo devolvió a Segovia nuevamente.
Juan II en 1446 se lo donó a Iñigo López de Mendoza, Marqués de Santillana. A Segovia nunca volvería el territorio y Madrid solo pudo verlo en sus manos llegada la división provincial de 1833.
A esta amplia zona se le fueron segregando poblaciones con sus territorios asociados, como Colmenar Viejo en 1504.
Puntualmente, durante la revolución comunera varios campesinos de este sexmo y los recientemente desmembrados entonces Casarrubios y Valdemoro se proclamaron en juntas vecinales segovianos pero fueron rápidamente aplastados por las tropas realistas de Carlos V.